# كارول تشانينج
كارول إيلين تشانينج (بالإنجليزية: Carol Channing)‏ (31 يناير، 1921 – 15 يناير، 2019) كانت ممثلة، ومغنية، وراقصة، وكوميدية أمريكية، تشتهر بلعب أدوار البطولة في برودواي والأفلام الموسيقية. اتَّسمت شخصياتها بتعبيريةٍ حماسية وصوت يسهل التعرف عليه، سواءً في الغناء أو التأثير الكوميدي.
بدأت تشانينج تعمل ممثلةً موسيقيةً في برودواي بلعبها دور البطولة في جنتلمين بريفير بلوندز عام 1949 وهلو، دولي! عام 1964، وفازت بجائزة توني لأفضل ممثلة في مسرحية موسيقية عن الأخيرة. وقد أحيت كلا الدورين عدة مرات خلال حياتها المهنية، ولعبت دور دولي على برودواي للمرة الأخيرة عام 1995. حصلت على ترشيحها الأول لجائزة توني عام 1956 عن ذا فامب، وتبعه ترشيحها عام 1961 عن شو غيرل. وحصلت على ترشيحها الرابع لجائزة توني عن المسرحية الموسيقية لوريلي عام 1974.
وعن كونها ممثلة أفلام، فازت بجائزة غولدن غلوب ورُشحت لجائزة الأوسكار لأفضل ممثلة مساعدة عن أدائها دور موزي في ثورولي مودرن ميلي (1967). وتتضمن أدوارها الأخرى في الأفلام ذا فرست ترافلينغ سيلزليدي (1956) وسكيدو (1968). وعلى التلفاز، ظهرت كفنانة ترفيهية في برامج متنوعة. وظهرت بدور وايت كوين في الإنتاج التلفزيوني لفيلم أليس إن وندرلاند (أليس في بلاد العجائب) (1985)، وأصبح لديها أول برنامج من برامجها التلفزيونية الخاصة العديدة عام 1966، بعنوان آن إيفينينغ وذ كارول تشانينج.
أُدخلت تشانينج إلى قاعة مشاهير المسرح الأمريكي عام 1981 وحصلت على جائزة توني لإنجاز العمر عام 1995. واستمرت بالتمثيل والظهور في الأدوار بشكل جيد في التسعينيات من عمرها، وكانت تُغني أغاني من تأليفها وتشارك قصصًا مع معجبيها، بأسلوب الكباريه. أصدرت سيرتها الذاتية بعنوان جست لكي آي غيس عام 2002، وصَدر لارجر ذان لايف عام 2012، وهو فيلم وثائقي عن حياتها المهنية.

## حياتها المبكرة
وُلدت تشانينج في سياتل، واشنطن في 31 يناير، 1921، وكانت الطفلة الوحيدة لأدليد ( جلاسر قبل الزواج؛ 1886-1984) وجورج تشانينج (1888-1957). كان والدها الذي وُلد باسم جورج كرستيان ستكر متعدد الأعراق (أمريكيًا أفريقيًا وأمريكيًا أوروبيًا) وغير لقبه لأسباب دينية قبل ولادة كارول. أصبح ممارسًا للعلوم المسيحية، ومحررًا ومدرسًا. وكانت والدة جورج تشانينج، كلارا، أفريقيةً أمريكية، وكان والده، جورج ستكر، ابنًا لمهاجرين ألمان. كان كُلٌ من أجداد كارول من جانب والدتها -وهم أوتو جلاسر وبولينا أوتمان- من أصل ألماني. وقد تولى والدها وظيفة محرر الأخبار المحلية في ذا سياتل ستار في سان فرانسيسكو وانتقلت العائلة إلى كاليفورنيا عندما كان عمر تشانينج سنتين.
ارتادت تشانينج ثانوية أبتوس جونيور وثانوية لوويل في سان فرانسيسكو، وتخرجت عام 1938. فازت بمسابقة الصليبيين الخطابية وبرحلة مجانية إلى هاواي مع والدتها في يونيو 1937. وعندما كان عمرها 17 عامًا، تركت المنزل لترتاد كلية بينينغتون في فيرمونت وقالت لها والدتها لأول مرة إن والدة والدها كانت أفريقية أمريكية وإن والدها كان ألمانيًا أمريكيًا. شعرت والدتها بأن الوقت كان مناسبًا لتقول هذا لها لأنها كانت ستذهب إلى الكلية وستكون بمفردها، ولم تشأ أن تتفاجأ في حال أصبح لديها طفل أسود يومًا ما. وكتبت تشانينج:
أعرف أنه حقيقي في اللحظة التي أغني أو أرقص فيها. أنا فخورة لأقصى ما يمكن [بأصلي الأسود].
هو واحد من الأعراق العظيمة في صناعة الترفيه. أنا ممتنة جدًا. لقد كان والدي رجلًا مُحترمًا جدًا وأبيض كما أنا. كان أجدادي [من جهة والدتي] من أصل ألماني شمالي، لذا يبدوا أنني [أيضًا] تبعتهم [في المظهر].
كشفت تشانينج علنًا عن أصلها ألأفريقي الأمريكي عام 2002. 
تخصصت تشانينج في مجال الدراما في بينينغتون وكشفت خلال مقابلة عام 1994 عن أنها أرادت أن تغني على المسرح لأول مرة عندما كانت في الصف الرابع. وتتذكر كونها منجذبةً عاطفيًا للمسرح بعد مشاهدتها أداء إيثيل واترز.
ذكرت تشانينج أنها رشحت نفسها واختيرت لمنصب عريفة الفصل: «وقفتُ في الصف وقمت بحملة عن طريق السخرية من المُدرسين. ضحك الأطفال الآخرون. أحببتُ ذلك الشعور – كان شعورًا جيدًا جدًا؛ وما يزال كذلك». قرأَت محضر اجتماع الصف كل يوم جمعة، مع تمثيلها غالبًا لشخصيات الأطفال الذين كانت تتم مناقشتهم. تعتَبر أيضًا استطاعتها مشاهدة المسرحيات عندما كانت صغيرةً جدًا في السن إلهامًا مهمًا:
كنت محظوظةً بما فيه الكفاية لأترعرع في سان فرانسيسكو وكانت أفضل مدينة مسرحية عرفها سول هوروك وجلب الجميع من كل أنحاء العالم واستطعنا نحن الأطفال مشاهدتهم مقابل 50 سنتًا فقط للتذكرة.
استمر اختيارها لتكون عريفة الصف إلى المدرسة الإعدادية والثانوية: «كان تدريبًا جيدًا جدًا، مثل مخزون خبرة». أصبحت تلك الجلسات الأسبوعية أمام الطلاب عادةً أخذتها معها إلى كلية برينينغتون، حيث كانت تقوم بعروض ترفيهية كل ليلة جمعة. بدأت في عامها الأول بتجربة أدوار تمثيلية في برودواي. وبعد لعبها أدوارًا صغيرة في الأعمال المسرحية، أشارت ذا نيويوركر إلى أداءها: «ستسمعون الكثير عن كوميديّةٍ اسمها كارول تشانينج». جعلها الإلهام الذي تلقته من تلك الإشارة الموجزة تقرر ترك المدرسة. ومع ذلك، لم تجد وظيفة تمثيل أخرى إلا بعد أربع سنوات. وأدَّت عروضها في تلك الفترة في المناسبات أو الحفلات الخيرية الصغيرة، بما فيها البعض في منتجعات كاتسكيل. وعملت في مخبز ميسي أيضًا.

## حياتها المهنية

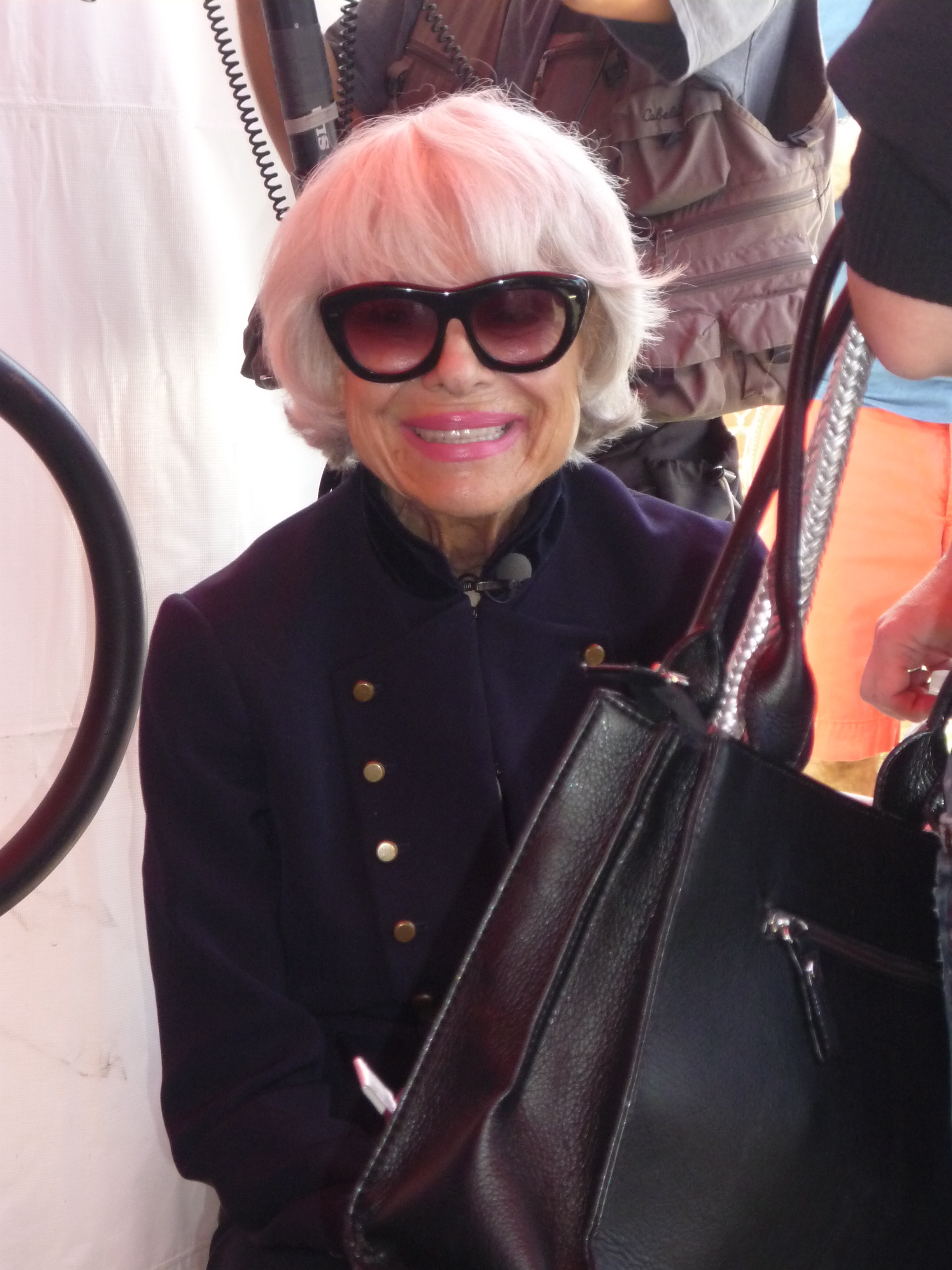
كارول تشانينج تستعد للتحدث إلى جمهور محبوب في معرض ويست هوليود للكتاب في أكتوبر 2009.

أُدخلت تشانينج إلى المسرح عندما كانت تساعد والدتها في توصيل الصحف إلى كواليس المسارح.
كانت وظيفتها الأولى على المسرح في مدينة نيويورك في مسرحية نو فور أن آنسر لمارك بليتشتاين، التي بدأت في يناير 1914، في ميكا تيمبل (نيويورك ستي سنتر لاحقًا). وكان عمرها 19 عامًا. انتقلت تشانينج إلى برودواي في ليتس فيس إت!، والتي كانت فيها ممثلة بديلة عن إيف آردن. التي كانت أكبر من تشانينج بثلاثة عشر عامًا. في عام 1966، تم التعاقد من آردن للعب دور البطولة في هلو دولي! في مجموعة مسرحية جوالة بعد رحيل تشانينج لتمثل دور البطولة في فيلم ثورولي مودرن ميلي. وفازت تشانينج بجائزة سارة سيدونز لعملها في مسارح شيكاغو عام 1966 (فازت إيف آردن في العام التالي).
بعد خمس سنوات، كان لتشانينج دور مميز في ليند آن إير (1948)، الذي حصلت عنه على جائزة عالم المسرح وأطلقها كنجمة استعراض. نَسبت تشانينج الفضل إلى الرسام أل هيرشفيلد لمساعدته لها في أن تصبح نجمة عندما وضع صورتها في رسوماته المنتشرة بشكل واسع. قالت إن رسمه لها بصورة امرأة شابة هو ما ساعدها في الحصول على الدور الرئيسي في مسرحيتها التالية، وهي المسرحية الموسيقية لجول ستاين وأنيتها لوس بعنوان جنتلمين بريفير بلوندز. وحَصلت على الاعتراف من ذلك الدور الذي أدت فيه شخصية لوريلي لي، وأصبحت اغنيتها المميزة من هذا العمل بعنوان «دايموندز آر غيرلز بيست فريند» من بين أكثر الأغاني شهرةً.
في يناير 1950، غطَّت مجلة تايم قصة تحولها إلى نجمة جديدة على برودواي، وتبعتها قصص تغطية في مجلة لايف في العامين 1955 و1964.
في عام 1956، تزوجت تشانينج مديرها ووكيلها الإعلامي تشارلز لو. وخلال خمسينيات القرن العشرين، أُنتج البرنامج الكوميدي برنز آند آلن، الذي كان من بطولة جورج برنز وغريسي آلن. وعندما أُجبرت آلن على إيقاف أدائها بسبب أمراضٍ في القلب، رأت أن برنز بحاجةٍ إلى شريكة جديدة لتؤدي معه الدور على المسرح لأنه كان أفضل من يؤدي دور الممثل الكوميدي. تذكرت أن لدى تشانينج، مثلها، أحد أكثر الأصوات تميزًا وسهولةً في التعرف عليه في مجال صناعة الترفيه، وسأل لو تشانينج إذا كانت ترغب بالتأدية مع برنز في برامجه. وافقت فورًا، وعملت تشانينج على نحو متقطع مع برنز خلال خمسينيات القرن العشرين. ظَهر برنز أيضًا في برنامجها التلفزيوني الخاص، آن إيفينينغ وذ كارول تشانينج. عام 1966.
في عام 1961، أصبحت تشانينج واحدةً من فناني الأداء القليلين الذين رُشحوا لجائزة توني عن عملهم المسرحي (بدلًا من مسرحيات الكِتاب الموسيقية)؛ رُشحت لجائزة توني لأفضل ممثلة في مسرحية موسيقية لعملها المسرحي قصير العمر شو غيرل. 

## روابط خارجية
- كارول تشانينج على موقع IMDb (الإنجليزية)
- كارول تشانينج على موقع الموسوعة البريطانية (الإنجليزية)
- كارول تشانينج على موقع روتن توميتوز (الإنجليزية)
- كارول تشانينج على موقع ألو سيني (الفرنسية)
- كارول تشانينج على موقع ميوزك برينز (الإنجليزية)
- كارول تشانينج على موقع أول موفي (الإنجليزية)
- كارول تشانينج على موقع قاعدة بيانات برودواي على الإنترنت (الإنجليزية)
- كارول تشانينج على موقع قاعدة بيانات الأفلام السويدية (السويدية)
- كارول تشانينج على موقع إن إن دي بي (الإنجليزية)
- كارول تشانينج على موقع ديسكوغز (الإنجليزية)